# Beimerstetten
Beimerstetten – miejscowość i gmina w Niemczech, w kraju związkowym Badenia-Wirtembergia, w rejencji Tybinga, w regionie Donau-Iller, w powiecie Alb-Donau, wchodzi w skład wspólnoty administracyjnej Dornstadt. Leży ok. 10 km na północ od Ulm i ok. 3 km od autostrady A8.